# Formica yessensis
Formica yessensis é uma espécie de formiga do gênero Formica, pertencente à subfamília Formicinae.